# Walter Gordon Wilson
Mayor Walter Gordon Wilson (21 de abril de 1874 - 1 de julio de 1957) fue un ingeniero mecánico irlandés , inventor y miembro del Servicio Aéreo Naval Real Británico . Fue acreditado por la Comisión Real de Premios a los Inventores de 1919 como el co-inventor del tanque , junto con Sir William Tritton .

## Educación
Walter nació en Blackrock , Condado de Dublín , el 21 de abril de 1874. En 1888 se alistó como guardiamarina en el HMS Britannia , pero dimitió en 1892.En 1894 ingresó en King's College, Cambridge , donde estudió los tripos de ciencias mecánicas , graduándose con un título de primera clase , BA , en 1897. Wilson actuó como 'mecánico' para el Hon CS Rolls en varias ocasiones mientras eran estudiantes universitarios en Cambridge.

## Aero motor 1898
Interesado en el vuelo motorizado, colaboró con Percy Sinclair Pilcher y el Hon Adrian Verney-Cave más tarde Lord Braye para intentar hacer un motor aeronáutico a partir de 1898. El motor era un bicilíndrico plano refrigerado por aire y pesaba solo 40 libras, pero poco antes un vuelo de demostración planeado para el 30 de septiembre de 1899 sufrió una falla en el cigüeñal. No dispuesto a defraudar a sus patrocinadores, Pilcher optó por hacer una demostración de un planeador, que se estrelló y lo hirió de muerte.El impacto de la muerte de Pilcher, con solo 33 años, terminó con los planes de Wilson para los motores aeronáuticos, aunque mantuvo el concepto de gemelo plano y lo usó en los autos que posteriormente fabricó, a los que llamó Wilson-Pilcher.

## El coche Wilson-Pilcher 1900
Artículo principal: Wilson-Pilcher
Un coche Wilson-Pilcher de 1904
Tras la muerte de Pilcher, pasó a fabricar el automóvil de motor Wilson-Pilcher, que se lanzó en 1900. Este automóvil fue bastante notable porque estaba disponible con motores de cuatro o seis cilindros planos , que estaban muy bien equilibrados. y con un centro de gravedad bajo que proporciona una buena estabilidad. Cada cilindro refrigerado por agua era independiente e idéntico para cada motor, con un diámetro y una carrera de 3,75 pulgadas (95,25 mm), lo que daba una capacidad de 2715 cc para el de cuatro cilindros y 4072 cc para el de seis cilindros. Los cilindros estaban ligeramente compensados con muñequillas separadas y el cigüeñal tenía cojinetes intermedios entre cada par de cilindros.
La caja de cambios del automóvil también era novedosa, tenía engranajes epicíclicos duales y estaba atornillada directamente al motor. Esto permitió cuatro velocidades, con transmisión directa en la marcha más alta. Todos los engranajes eran helicoidales y estaban encerrados en un baño de aceite, lo que hacía que la transmisión fuera muy silenciosa. La marcha atrás estaba incorporada en el eje trasero, al igual que el tambor de freno accionado con el pie, todo lo cual estaba alojado en una carcasa de aluminio sustancial.
Después de casarse en 1904, se unió a Armstrong Whitworth, quien se hizo cargo de la producción del automóvil Wilson-Pilcher. De 1908 a 1914, trabajó con J & E Hall de Dartford diseñando el camión Hallford que vio un amplio servicio con el ejército durante la Primera Guerra Mundial.
El único automóvil Wilson-Pilcher que se conoce es una versión de cuatro cilindros que fue retenida por la fábrica de Amstrong Whitworth y, después de la restauración en la década de 1940, se presentó a WGWilson en la década de 1950. Permaneció en propiedad de la familia Wilson (después de haber sido exhibido en varios museos) hasta 2012, cuando se vendió en subasta a un coleccionista privado.

## Tanques
Con el estallido de la Primera Guerra Mundial, Wilson se reincorporó a la Armada y a la División de Vehículos Blindados de la Marina Real , que protegía al Servicio Aéreo Naval Real en Francia. Cuando el Almirantazgo comenzó a investigar vehículos de combate blindados bajo el Comité de Naves de Tierra en 1915, se le asignó el Escuadrón 20 y Wilson se puso a cargo de los experimentos. Wilson trabajó con el ingeniero agrícola William Tritton dando como resultado el primer tanque británico llamado " Little Willie ". A sugerencia de Wilson, las vías se extendieron alrededor del vehículo. Este segundo diseño (primero llamado "Wilson", luego "Ciempiés", luego "Big Willie" y finalmente "") Se convirtió en el prototipo para el depósito de la mark 1.
Al diseñar varios de los primeros tanques británicos, incorporó engranajes epicíclicos que se utilizaron en el tanque Mark V para permitir que lo manejara un solo conductor en lugar de los cuatro necesarios anteriormente. En 1937, proporcionó un nuevo diseño de dirección que proporcionó un radio de giro más grande a velocidades más altas.
Se transfirió al Ejército Británico en 1916, convirtiéndose en Mayor en la Rama Pesada del Cuerpo de Ametralladoras , el Cuerpo de Tanques embrionario . Fue mencionado en despachos dos veces y fue nombrado Compañero de la Orden de San Miguel y San Jorge el 4 de junio de 1917.

## Caja de cambios autocambiable Wilson
En 1928, inventó una caja de cambios autocambiable y formó Improved Gears Ltd con JD Siddeley para desarrollar el diseño comercialmente. Engranajes mejoradas tarde se convirtió en auto-cambiar de marcha Ltd. Wilson cajas de cambios auto-cambiante estaban disponibles en la mayoría de los posteriores Armstrong Siddeley automóviles, fabricados hasta 1960, [9] , así como en Daimler , Lanchester , Talbot , ERA , AC , Invicta y Riley automóviles así como autobuses, vagones y lanchas marinas.
Su trabajo en engranajes se utilizó en muchos tanques británicos.

## Muerte
Wilson murió el 1 de julio de 1957.
- Datos: Q7964992